# Тоидзе, Юрий Александрович
Юрий Александрович Тоидзе (Пустой шаблон {{ВД-Преамбула}} ) — советский хоккеист, вратарь.

## Биография
Уроженец Ростова-на-Дону, в июле 1941 года был призван Петроградским районным военкоматом Ленинграда. В годы Великой Отечественной войны — оперуполномоченный ОКР СМЕРШ 201 стрелковой дивизии по 191 стрелковому полку (младший лейтенант) и 21 армии (лейтенант).
В хоккей с шайбой играл в ленинградских командах СКИФ (1947/48 — 1948/49, 2 группа), «Большевик» (1949/50, 1 группа) и «Динамо» (1950/51 — 1951/52, 1 группа).
Скончался в 1987 году.

## Боевые награды
- Медаль «За оборону Ленинграда» (1942)
- Медаль «За отвагу» (1944)
- Медаль «За победу над Германией в Великой Отечественной войне 1941—1945 гг.» (1945)
- Медаль «За победу над Японией» (1945)
- Орден Красной Звезды (1945)[3]